# デルタ・ツアー・ゼーラント
デルタ・ツアー・ゼーラント（Delta Tour Zeeland）は例年6月中旬、オランダ、ゼーラント州で開催される、自転車競技、ロードレースにおける、ステージレースの名称。UCIヨーロッパツアー2.1カテゴリ。
1988年から2007年まで開催されたOZ・ウィレルウェーケント(OZ Wielerweekend)と、1959年から2007年まで開催された、デルタ・プロフロンデ(Delta Profronde)を統合して誕生したのが当レースである。
2011年まで開催されていたが、2012年からはロンド・ファン・ゼーラント・シーポーツの名称のワンデイレースとして開催されている。

## 歴代優勝者
| 年   | 優勝者               | 国籍           |
| ---- | -------------------- | -------------- |
| 2008 | クリス・サットン     | オーストラリア |
| 2009 | タイラー・ファーラー | アメリカ合衆国 |
| 2010 | タイラー・ファーラー | アメリカ合衆国 |
| 2011 | マルセル・キッテル   | ドイツ         |